# Ambassade du Royaume-Uni en Corée du Nord
L'ambassade du Royaume-Uni en Corée du Nord est la représentation diplomatique du Royaume-Uni de Grande-Bretagne et d'Irlande du Nord auprès de la république populaire démocratique de Corée. Elle est située à Pyongyang, la capitale, dans un bâtiment nommé Munsu-Dong, qui comprend la plupart des représentations diplomatiques en Corée du Nord, à l'exception de celles de la Chine et de la Russie.
L'ambassade britannique partage une portion de bâtiment avec les ambassades allemande, suédoise dans ce qui était à l'origine l'espace réservé aux représentations diplomatiques d'Allemagne de l'Est, établi à une époque où les États socialistes commerçaient beaucoup entre eux, et le Bureau Français de Coopération.

## Histoire
Le Royaume-Uni et la Corée du Nord n'avaient pas de réelles relations diplomatiques jusqu'au 12 décembre 2000, date à laquelle les représentations diplomatiques à Londres et à Pyongyang ont été établies. James Hoare (en) était le chargé d'affaires britannique en 2001 et 2002, avant qu'un ambassadeur britannique permanent ait été envoyé en Corée du Nord. L'ambassade a ouvert en juillet 2001, et le premier ambassadeur, David Slinn (en), est nommé en novembre 2002. Il y a depuis eu sept autres ambassadeurs ; le poste actuel est occupé par David Ellis.

## Incidents
Le 5 avril 2013, le gouvernement nord-coréen informe l'ambassade britannique, ainsi que les autres ambassades, que la sécurité de leur mission diplomatique ne pourrait plus être assurée après le 10 avril 2013. Ceci est la réponse du gouvernement nord-coréen à la suite de la Résolution 2094 du Conseil de sécurité des Nations unies, qui condamne les essais nucléaires effectués par la Corée du Nord en 2013.

## Ambassadeurs
| Name                     | Nomination | Fin de service |
| ------------------------ | ---------- | -------------- |
| David Slinn (en)         | 2002       | 2006           |
| John Everard (en)        | 2006       | 2008           |
| Peter Hughes (en)        | 2008       | 2011           |
| Karen Wolstenholme (arz) | 2011       | 2012           |
| Michael Gifford (en)     | 2012       | 2015           |
| Alastair Morgan (en)     | 2015       | 2018           |
| Colin Crooks             | 2018       |                |